# マリアノ・アスエラ

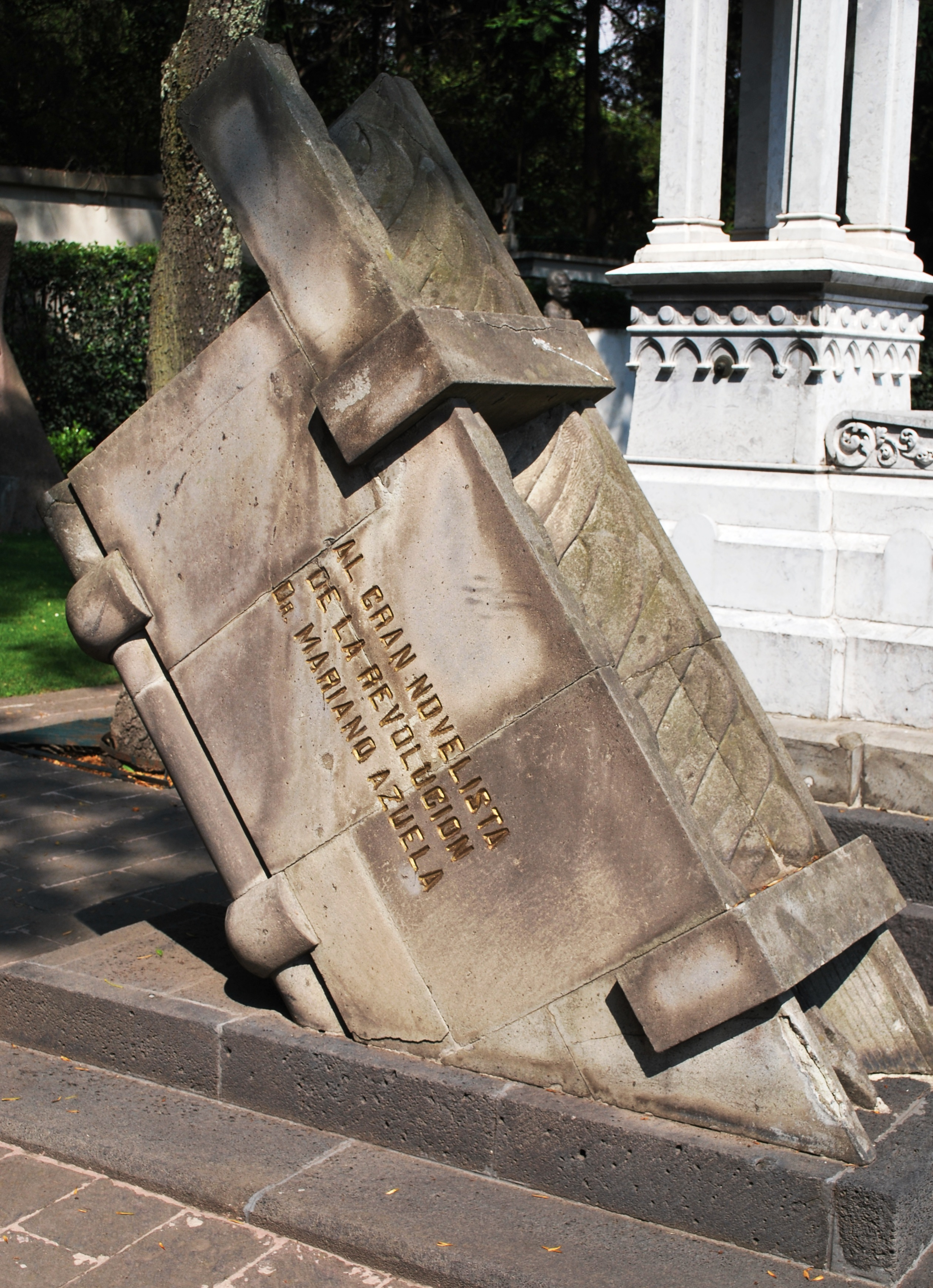
にあるアスエラの墓

マリアノ・アスエラ・ゴンサレス（Mariano Azuela González、1873年1月1日 - 1952年3月1日）は、メキシコ、ハリスコ州ラゴス・デ・モレノ出身の小説家。代表作はメキシコ革命の残虐さを悲観的に書いた『虐げられし人々』（1915年）である。
メキシコ革命が勃発した際にアスエラは、地元であるハリスコ州ラゴス・デ・モレーノで政務官として革命家で後にメキシコ大統領になるフランシスコ・マデロに仕えた。マデロ亡き後は軍医となり、革命家のパンチョ・ビリャに仕えた。
1942年に文学部門でメキシコの国民賞を受賞し、1943年4月8日にアスエラはEl Colegio Nacionalの創立メンバーとなったが、1952年3月1日にメキシコシティで亡くなった。